# Call of Duty
Call of Duty este o serie de jocuri video first-person și third-person shooter. Acțiunea primelor jocuri din serie este stabilită, în principal, în timpul celui de-al Doilea Război Mondial; începând cu Modern Warfare urmat de Modern Warfare 2, Call of Duty: Modern Warfare 3 și Black Ops , Call of Duty: Black Ops 2, stabilite într-un viitor apropriat, respectiv în timpul Războiului Rece. Pe lângă, acțiunea din  Call of Duty: Advanced Warfare este plasată în anul 2059. 
Jocurile Call of Duty sunt publicate și deținute de Activision. Pentru Mac OS X jocurile sunt publicate de Aspyr Media. Cele mai multe au fost dezvoltate de Infinity Ward și Treyarch; câteva fiind dezvoltate de Gray Matter Interactive, Spark Unlimited, Pi Studios, Amaze Entertainment, Rebellion Developments, n-Space, Sledgehammer Games. Jocurile folosesc o varietate de motoare grafice, inclusiv id Tech 3, Treyarch NGL, și IW 5.0.
Până la 11 noiembrie 2011, jocurile din seria Call of Duty au fost vândute în peste 100 de milioane de copii.

## Captain Price
Price apare în opt jocuri din seria Call of Duty. În Call of Duty 2, este prezentat sub numele de Captain Price. Cea mai importantă apariție a sa are loc în Call of Duty 4: Modern Warfare și Call of Duty: Modern Warfare 2. În Call of Duty 4, este un soldat experimentat trimis, în 1996, într-o misiune de asasinare sub comanda lui Captain MacMillan. Personajul se reîntâlnește cu Imran Zakhaev (pe care îl împușcă în braț în 1996) și îi dă arma personajului principal (Sgt. "Soap" MacTavish), care îl elimină pe Zakhaev. Deși pare că a murit în jocul precedent, Price reapare în Call of Duty: Modern Warfare 2 și, la sfârșitul jocului, îl dezarmează pe General Shepard, care este ulterior ucis de același "Soap" MacTavish.

## Seria principală
| An   | Titlu                            | PC            | 6º Gen    | 7º Gen         | 8 Gen                        | Handheld            | Dezvoltator                |
| ---- | -------------------------------- | ------------- | --------- | -------------- | ---------------------------- | ------------------- | -------------------------- |
| 2003 | Call of Duty                     | Windows, OS X | N/A       | X360, PS3      | N/A                          | N-Gage              | Infinity Ward              |
| 2005 | Call of Duty 2                   | Windows, OS X | N/A       | X360           | Xbox One (BC)                | Mobile phone        | Infinity Ward              |
| 2006 | Call of Duty 3                   | N/A           | PS2, Xbox | X360, PS3, Wii | Xbox One (BC)                | N/A                 | Treyarch                   |
| 2007 | Call of Duty 4: Modern Warfare   | Windows, OS X | N/A       | X360, PS3, Wii | Xbox One, PS4 (Remastered)   | NDS                 | Infinity Ward              |
| 2008 | Call of Duty: World at War       | Windows       | PS2       | X360, PS3, Wii | Xbox One (BC)                | NDS, Windows Mobile | Treyarch                   |
| 2009 | Call of Duty: Modern Warfare 2   | Windows, OS X | N/A       | X360, PS3      | N/A                          | N/A                 | Infinity Ward              |
| 2010 | Call of Duty: Black Ops          | Windows, OS X | N/A       | X360, PS3, Wii | Xbox One (BC)                | NDS                 | Treyarch                   |
| 2011 | Call of Duty: Modern Warfare 3   | Windows, OS X | N/A       | X360, PS3, Wii | N/A                          | NDS                 | Infinity Ward/Sledgehammer |
| 2012 | Call of Duty: Black Ops II       | Windows       | N/A       | X360, PS3      | Xbox One (BC), Wii U         | N/A                 | Treyarch                   |
| 2013 | Call of Duty: Ghosts             | Windows       | N/A       | X360, PS3      | Xbox One, PS4, Wii U         | N/A                 | Infinity Ward              |
| 2014 | Call of Duty: Advanced Warfare   | Windows       | N/A       | X360, PS3      | Xbox One, PS4                | N/A                 | Sledgehammer Games         |
| 2015 | Call of Duty: Black Ops III      | Windows       | N/A       | X360, PS3      | Xbox One, PS4                | N/A                 | Treyarch                   |
| 2016 | Call of Duty: Infinite Warfare   | Windows       | N/A       | N/A            | Xbox One, PS4                | N/A                 | Infinity Ward              |
| 2017 | Call of Duty: WWII               | Windows       | N/A       | N/A            | Xbox One, PS4                | N/A                 | Sledgehammer Games         |
| 2019 | Call of Duty: Modern Warfare     | Windows       | N/A       | N/A            | Xbox One, PS4                | N/A                 | Infinity Ward              |
| 2019 | Call of Duty: Mobile             | Android, iOS  | N/A       | N/A            | Android, iOS                 | Mobile phone        | ￼￼TiMi Studios             |
| 2020 | Call of Duty: Warzone            | Windows       | N/A       | N/A            | Xbox One, PS4                | N/A                 | Infinity Ward              |
| 2020 | Call of Duty: Black Ops Cold War | Windows       | N/A       | N/A            | Xbox One, PS4, PlayStation 5 | N/A                 |                            |
| 2021 | Call of Duty: Vanguard           | Windows, OS X | N/A       | N/A            | Xbox One, PS4, PlayStation 5 | N/A                 | Sledgehammer Games         |

### Call of Duty
Call of Duty este un joc video bazat pe motorul grafic id Tech 3, lansat pe 29 octombrie 2003. Jocul a fost dezvoltat de Infinity Ward și publicat de Activision. Jocul simulează infanteria și armele combinate al celui de-al Doilea Război Mondial. Call of Duty a fost însoțit în septembrie 2004 de un pachet suplimentar, Call of Duty: United Offensive, care a fost publicat tot de Activision, dar dezvoltat de Gray Matter Interactive cu contribuții de la Pi Studios.

### Call of Duty 2
Call of Duty 2 este continuarea lăudatului joc Call of Duty. A fost dezvoltat de Infinity Ward și publicat de Activision. Acțiunea jocului este plasată în timpul celui de-al doilea război mondial și este experimentată din perspectiva a trei soldați, unul din Armata Roșie, unul din Armata Americană și doi din Armata Britanică. A fost lansat pe 25 octombrie 2005 pentru Microsoft Windows, pe 13 iunie 2006 pentru Mac OS X și pe 15 noiembrie 2005 pentru Xbox 360. Alte versiuni au fost dezvoltate pentru telefoane mobile, Pocket PC-uri și Smartphone-uri.

### Call of Duty 3
Call of Duty 3 este al treilea joc din seria Call of Duty. Lansat pe 7/112006, jocul a fost dezvoltat de Treyarch pentru PlayStation 2, PlayStation 3, Wii, Xbox, și Xbox 360.

### Call of Duty: World at War
Call of Duty: World at War dezvoltat de Treyarch, este al cincilea joc din seria Call of Duty. Jocul folosește același motor grafic ca cel folosit de  Call of Duty 4. Call of Duty: World at War a fost lansat pentru PC, PS3, Wii, Xbox 360 și Nintendo DS pe 11 noiembrie 2008 în America de Nord și pe 14 noiembrie 2008 în Europa. Până în iunie 2009, Call of Duty: World at War a vândut peste 11 milioane de copii.

### Call of Duty: Black Ops
Call of Duty: Black Ops este un shooter first-person din 2010 dezvoltat de Treyarch și publicat de Activision pe 9 noiembrie 2010. Anunțat oficial pe 30 aprilie 2010, este al șaptelea joc din seria Call of Duty și primul joc în care acțiunea are loc în timpul Războiului Rece și, parțial, în Războiul din Vietnam. Este continuarea jocului World at War.

### Call of Duty: Black Ops 2
Call of Duty: Black Ops 2 este un shooter first-person din 2012 dezvoltat de [[Treyarch|Treyarch]|și publicat de ] pe 12 noiembrie 2012. Este al noualea joc din seria Call of Duty și primul joc în care acțiunea are loc în anul 2025.

### Call of Duty 4: Modern Warfare
Call of Duty 4: Modern Warfare este al patrulea joc din seria principală, dezvoltat de Infinity Ward. Jocul a fost lansat pentru Microsoft Windows, Nintendo DS, PlayStation 3, și Xbox 360 pe 7 noiembrie 2007. Versiunea pentru Mac OS X a fost lansată de Aspyr în septembrie 2008. Până în mai  2009, Call of Duty 4: Modern Warfare a vândut peste 13 milioane de copii.

### Call of Duty: Modern Warfare 2
Call of Duty: Modern Warfare 2 este al șaselea joc din seria principală. A fost dezvoltat de  Infinity Ward și publicat de Activision. Activision Blizzard a anunțat oficial Modern Warfare 2 pe 11 februarie 2009. Jocul a fost lansat în toată lumea pe 10 noiembrie 2009, pentru Xbox 360, PlayStation 3 și Microsoft Windows. O „repetare” a jocului pentru Nintendo DS, numită Call of Duty: Modern Warfare: Mobilized, a fost lansată alături de joc.

### Call of Duty: Modern Warfare 3
Call of Duty: Modern Warfare 3  este un shooter first-person. Este al optulea joc din seria Call of Duty și al treilea joc din seria Modern Warfare. A fost dezvoltat de Infinity Ward și Sledgehammer Games pentru Microsoft Windows, PlayStation 3, Xbox 360 și Wii. Jocul a fost lansat pe 8 noiembrie 2011 în Europa și America de Nord pentru Microsoft Windows, Xbox 360, PlayStation 3, și Wii. În Australia, versiunea pentru Wii a fost lansată pe 23 noiembrie 2011.

### Call of Duty:Advanced Warfare
Call of Duty: Advanced Warfare este al unsprezecelea joc din seria principală, dezvoltat de Sledgehammer Games cu asistență de la Raven Software și High Moon Studios. Acțiunea jocului este plasată în viitor respectiv în anul 2059.
| Nr. Sezon | Data Lansari Sezonului |
| --------- | ---------------------- |
| Sezon 1   | 14 dec. 2020           |
| Sezon 2   | 10 feb. 2020           |
| Sezon 3   | 7 apr. 2020            |
| Sezon 4   | 8 oct. 2020            |
| Sezon 5   | 5 aug. 2021            |
| Sezon 6   | 10 oct. 2021           |